# Bräkneboda
Bräkneboda är en ort mellan Svängsta och Gränum i Karlshamns kommun i Blekinge län. Sjön Hjortsjön ligger cirka två kilometer ifrån Bräkneboda.